# Gerald Gardner
Gerald Brosseau Gardner (Blundellands nabij Liverpool, 13 juni 1884 - voor de Tunesische kust, 12 februari 1964) was een Brits koloniaal ambtenaar, amateur antropoloog, schrijver en occultist. Hij publiceerde enkele toonaangevende teksten betreffende wicca, waaronder Witchcraft Today uit 1954 dat wicca onder de belangstelling van een ruim publiek bracht.
Gardner claimde dat wicca de herleving van een voorchristelijke heidense religie was waarin hij werd geïnitieerd door een New Forest coven. Deze traditie zou hij populariseren door de oprichting van 'Bricket Wood coven', waarin hij ook als hogepriester (High Priest) optrad. Dit werd dan bekend onder de naam 'gardneriaanse wicca', die op haar beurt dan weer aan de basis zou liggen van heel wat andere takken en tradities van wicca. Vandaar dat hij toepasselijk 'de vader van de wicca' wordt genoemd.

## Levensloop
Vanaf 1908 was hij werkzaam als rubberplanter, eerst in Borneo en later in Maleisië. Na 1923 was hij werkzaam als rijksinspecteur te Maleisië. In 1936 ging  hij op 52-jarige leeftijd met pensioen en keerde terug naar Engeland. Tevens in 1936 publiceerde hij het gezaghebbende Krissen en andere Maleise wapens (Keris and other Malay Weapons) dat gebaseerd was op zijn veldonderzoek naar Zuidoost-Aziatische wapens en magische praktijken.
Na zijn terugkeer in Engeland werd hij, waarschijnlijk op doktersadvies, nudist, en vervolgde daarnaast zijn occulte interesses; zo maakte hij in 1946 kennis met Aleister Crowley en de Ordo Templi Orientis. Naar eigen zeggen ontmoette hij via de rozenkruisersorde Rosicrucian Order Crotona Fellowship een familie van traditionele heksen, waarbij hij -eveneens naar eigen zeggen- in 1939 door de lokale beroemdheid Dorothy Clutterbuck geïnitieerd werd in de hekserij. Het is echter waarschijnlijker dat hij deze vorm van hekserij, die hij wica of wicca noemde, zelf bedacht; zeer waarschijnlijk met hulp van Dafo (zijn partner in de magie), Doreen Valiente en mogelijk anderen. In 1964 overleed hij aan de gevolgen van een hartaanval terwijl hij per schip naar Engeland terugkeerde van een reis naar Libanon; hij werd op de kust voor Tunis begraven.